# Kapela Marije, Rakičan
Kapela je v kraju Rakičan, Župniji Murska Sobota, ter Mestni občini Murska Sobota.

## Zgodovina
Kapela na čast Device Marije, ki jo omenja vizitacijski zapisnik iz leta 1756 v Rakičanu več ne stoji. Zgrajena je bila iz kamna, bila je jajčaste oblike in ovalna. Bila je obokana in krita z žlebnjaki, ter tlakovana z opeko. Stolp (zvonik) z zvonom je bil lesen. Z oltarjem je bila obrnjena proti vzhodu, zgradili pa so jo na travniku. Kapela ni bila posvečena. Ta kapela ali cerkev danes ne stoji več.
Današnja kapela je bila postavljena leta 1970 po načrtih prof. arh. Antona Bitenca iz Ljubljane.
Kapela stoji nasproti rakičanskega parka, nedaleč od ceste Murska Sobota - Beltinci. 
Proščenje je na godovni dan zavetnika kapele tj. 8. septembra.